# Христов, Венцислав
Венцислав Димитров Христов (болг. Венцислав Димитров Христов; 9 ноября 1988, София, Болгария) — болгарский футболист, нападающий.

## Клубная карьера
Воспитанник клуба «Локомотив» (София), в котором так и не смог закрепиться, не проведя за основную команду ни одного матча.
С 2007 по 2010 год играл во втором по уровню дивизионе Болгарии за клубы «Спортист» (Своге) и «Несебыр».
Накануне сезона 2010/11 перебрался в «Монтану» из элитного болгарского дивизиона, в которой сразу стал незаменимым игроком команды, проведя за клуб в течение сезона 30 матчей и отметился 6 голами.
С сезона 2011/12 играл за «Черноморец» (Бургас), где провёл следующие полтора сезона.
В январе 2013 года перешёл в «Берое» из города Стара-Загора, с которой в том же году выиграл кубок и суперкубок Болгарии.
В феврале 2014 года Христов на правах аренды перебрался в донецкий «Металлург». За украинский клуб в течение половины сезона провёл лишь четыре игры чемпионата, после чего летом 2014 года вернулся в «Берое». В 2016 году в зимнее трансферное окно перешёл (как свободный агент) из хорватского клуба «Риека» в болгарский «Левски». В сентябре того же года стал играть за «Нефтохимик» (Бургас).
В начале августа 2017 года перешёл в «СКА-Хабаровск». Дебютировал в матче с «Рубином», выйдя на замену и забив гол.

## Выступления за сборную
14 августа 2013 года дебютировал в официальных матчах в составе национальной сборной Болгарии в товарищеском матче против сборной Македонии, выйдя на замену на 56-й минуте вместо Ивелина Попова.

## Достижения
- Обладатель Кубка Болгарии: 2012/13
- Обладатель Суперкубка Болгарии: 2013